# Ловчув
Ловчув (пол. Łowczów) — село в Польщі, у гміні Тухув Тарновського повіту Малопольського воєводства.
Населення — 470 осіб (2011).
У 1975-1998 роках село належало до Тарновського воєводства.

## Демографія
Демографічна структура станом на 31 березня 2011 року:
|          | Загалом | Допрацездатний вік | Працездатний вік | Постпрацездатний вік |
| -------- | ------- | ------------------ | ---------------- | -------------------- |
| Чоловіки | 228     | 49                 | 144              | 35                   |
| Жінки    | 242     | 50                 | 138              | 54                   |
| Разом    | 470     | 99                 | 282              | 89                   |